# Tapeinidium longipinnatum
Tapeinidium longipinnatum är en ormbunkeart som först beskrevs av Vincenzo de Cesati, och fick sitt nu gällande namn av Carl Frederik Albert Christensen. Tapeinidium longipinnatum ingår i släktet Tapeinidium och familjen Lindsaeaceae. Inga underarter finns listade.